# 三甲胺
三甲胺（Trimethylamine，简写TMA），分子式N(CH3)3，属有机化合物，也是最簡單的叔胺类化合物。三甲胺为無色气体，比空氣重、吸湿、有毒且易燃。低濃度的三甲胺氣體具有强烈的魚腥氣味，高濃度时具有类似于氨的气味。三甲胺通常压缩于钢瓶中或配成40%的水溶液来销售。
自然条件下，植物和动物腐敗分解会产生三甲胺气体。腐败魚的腥臭味、感染的伤口的恶臭味和口臭通常都是由三甲胺引起。大部分三甲胺来源于胆碱及肉碱。
三甲胺是一种含氮碱，容易获得质子形成三甲胺正离子。三甲胺盐酸盐是一种由盐酸和三甲胺反应得到的具有吸湿性的白色固体。

## 性質

### 物理性質
常溫常壓下為無色氣體，密度比空氣大，臨界溫度161℃。能溶於水、乙醇及乙醚。

### 化學性質
能与氧化劑、酸酐和汞发生劇烈反應。可腐蚀鋁、鎂、鋅、錫、銅和銅合金等金属。其蒸气与空气可形成爆炸性混合物，遇明火、高熱即会劇烈燃燒、爆炸。

## 製備
三甲胺可由氨和甲醇製備：
3 CH3OH + NH3 → (CH3)3N  +  3 H2O
副產物為甲胺和二甲胺。
三甲胺還可由氯化銨和多聚甲醛製備：
9 (CH2=O)n + 2n NH4Cl → 2n (CH3)3N·HCl + 3n H2O + 3n CO2↑

## 反應
三甲胺的水溶液可跟过氧化氢反應，生成二水合氧化三甲胺。
{\displaystyle {\rm {\ H_{2}O_{2}+(CH_{3})_{3}N\rightarrow H_{2}O+(CH_{3})_{3}NO}}}

## 应用
- 检测鱼新鲜度的气体传感器即是通过检测三甲胺来实现的。[10]
- 在有機合成中可作為親核試劑。
- 製備消毒劑和天然氣的警報劑、分析試劑和有機合成原料。[4][7][11]
- 製備醫藥、農藥、相片材料、橡膠助劑、炸藥、化纖溶劑、强碱性阴离子交换树脂、染料匀染剂、表面活性劑和碱性染料。[4][7][11]

## 储运应用
- 无水三甲胺用高压容器装运。

- 30%三甲胺水溶液用槽车、铁桶装。

- 无水品与氧气混合能构成爆炸性混合物，遇火星、高热有燃烧爆炸危险。

- 要贮存于阴凉通气的货舱内，气温不宜超过30℃。

- 应远离火种、热源，防止日光直射。[12]

## 危險

### 常見
- 若皮膚和眼睛不慎接触到三甲胺液體，会受到腐蝕灼傷及低溫凍傷。[3]
- 高濃度的三甲胺水溶液接触皮膚后，皮肤会感到劇烈的燒灼並潮紅。[4]
- 長期吸入低濃度或短期吸入高濃度的三甲胺氣體，會刺激鼻子、喉嚨和呼吸道，造成不良影響。[3]

### 三甲胺尿症
正常人吃下豆类、鸡蛋等含胆碱食物后，胆碱会在大肠内被分解为三甲胺。之后进入血液中的三甲胺，在位于肝脏的三甲胺氧化酶催化下，被氧化为无气味的氧化三甲胺。而如果由于缺乏三甲胺氧化酶，而不能将三甲胺氧化为氧化三甲胺时。腐鱼气味的三甲胺就会在体内蓄积，病人汗液、尿液和呼出气体都会带有鱼腥味，因此这种疾病被称为三甲胺尿症，俗称鱼腥综合征。这是一种较为罕见的遗传性疾病，主要是因为体内缺乏名称为含黄素单加氧酶3（FMO3）的酶所引起。

## 外部連結
- Molecule of the Month: Trimethylamine 中的三甲胺數據 （页面存档备份，存于）
- NIST Webbook 中的三甲胺數據 （页面存档备份，存于）